# Karol Musioł (bibliotekarz)
Karol Musioł (ur. 8 marca 1929 w Mikulczycach, zm. 31 października 1982 w Katowicach) – bibliotekarz, filolog, badacz kultury muzycznej Śląska, w latach 1958–1982 dyrektor Biblioteki Głównej Akademii Muzycznej im. Karola Szymanowskiego w Katowicach.

## Życiorys
Po zakończeniu II wojny światowej w wieku 16 lat rozpoczął pracę w kopalni „Mikulczyce” w Zabrzu, gdzie pracował jako elektryk przez 3 lata. W tym samym czasie uczył się w ogólnokształcącej średniej szkole dla dorosłych w Bytomiu. Po uzyskaniu dyplomu dojrzałości rozpoczął studia na kierunku filologia germańska na Uniwersytecie Jagiellońskim. Równocześnie uczył się śpiewu w Zawodowej Szkole Operowej w Krakowie. Po pierwszym roku studiów śpiewu wystąpił jako solista – baryton na koncercie w sali Państwowej Filharmonii w Krakowie. Zawodowej kariery śpiewaka nigdy nie rozpoczął, ponieważ kontynuował studia filologiczne na Uniwersytecie im. Adama Mickiewicza w Poznaniu, które ukończył w 1954 roku. W tym samym roku podjął pracę w Bibliotece Śląskiej na stanowisku asystenta. W 1964 roku obronił na Uniwersytecie Warszawskim dysertację doktorską nt. Opracowanie rzeczowe zbiorów muzycznych. W latach 1958–1982 pełnił funkcję dyrektora Biblioteki Głównej Akademii Muzycznej im. Karola Szymanowskiego w Katowicach. Od 1956 r. mąż polonistki i bibliotekarki związanej zawodowo z Biblioteką Śląską w Katowicach Danuty Musioł z domu Szyndler. Zmarł 31 października 1982 roku. Uroczystości żałobne odbyły się 4 listopada 1982 roku w Katedrze Chrystusa Króla. Spoczął na cmentarzu przy ulicy Francuskiej w Katowicach, a na granitowej płycie jego grobu został umieszczony Chrystus Ukrzyżowany według projektu śląskiego rzeźbiarza Zygmunta Brachmańskiego. Jeden z olejnych wizerunków Karola Musioła autorstwa Jana Nowaka z 1982 roku, Rodzina w 10-tą rocznicę śmierci podarowała Czytelni Biblioteki Głównej Akademii Muzycznej im. Karola Szymanowskiego w Katowicach, która od 7 listopada 1995 roku nosi imię przedwcześnie zmarłego, wieloletniego dyrektora i prorektora katowickiej uczelni.

## Aktywność zawodowa
Karol Musioł działał na wielu płaszczyznach. W 1954 roku został członkiem Stowarzyszenia Bibliotekarzy Polskich. W latach 1956–1966 był przewodniczącym Sekcji Bibliotek Naukowych przy Zarządzie Okręgu SBP w Katowicach. Przez 3 lata od 1976 do 1979 pełnił funkcję wiceprzewodniczącego Zarządu Głównego SBP. Był współzałożycielem Sekcji Bibliotek Muzycznych, które zostało powołane przez Zarząd Główny SBP 12 czerwca 1964 roku. W 1973 wybrano go jej sekretarzem. Na zebraniu zarządu Sekcji Bibliotek Muzycznych 5 marca 1965 roku zapadła decyzja o zorganizowaniu przez Bibliotekę Państwowej Wyższej Szkoły Muzycznej w Katowicach I Ogólnopolskiego Zjazdu Bibliotekarzy Muzycznych. Zjazd, który był pierwszą tego typu imprezą w Polsce odbywał się od 9 do 11 grudnia 1965 roku. Karol Musioł został mianowany w 1970 roku na dorocznej konferencji IAML przewodniczącym Komisji Bibliotek, Akademii, Konserwatoriów i Wyższych Szkół Muzycznych. Funkcję tę pełnił do 1978 roku. Jako członek IAML reprezentował polskie bibliotekarstwo muzyczne na międzynarodowych zjazdach w Cambridge, Lozannie, Aarhus, Amsterdamie, Lipsku, Sankt Gallen, Bolonii, Londynie, Bergen, Lizbonie, Salzburgu, Budapeszcie, Brukseli. 28 marca 1980 roku objął funkcję przewodniczącego Sekcji Bibliotek Muzycznych SBP – Polskiej Grupy Narodowej IAML, którą pełnił do końca życia. W 1958 roku przystąpił do Międzynarodowej Fundacji Mozarteum, a od 1978 roku był członkiem Centralnego Instytutu Badań Mozartowskich przy tej instytucji.

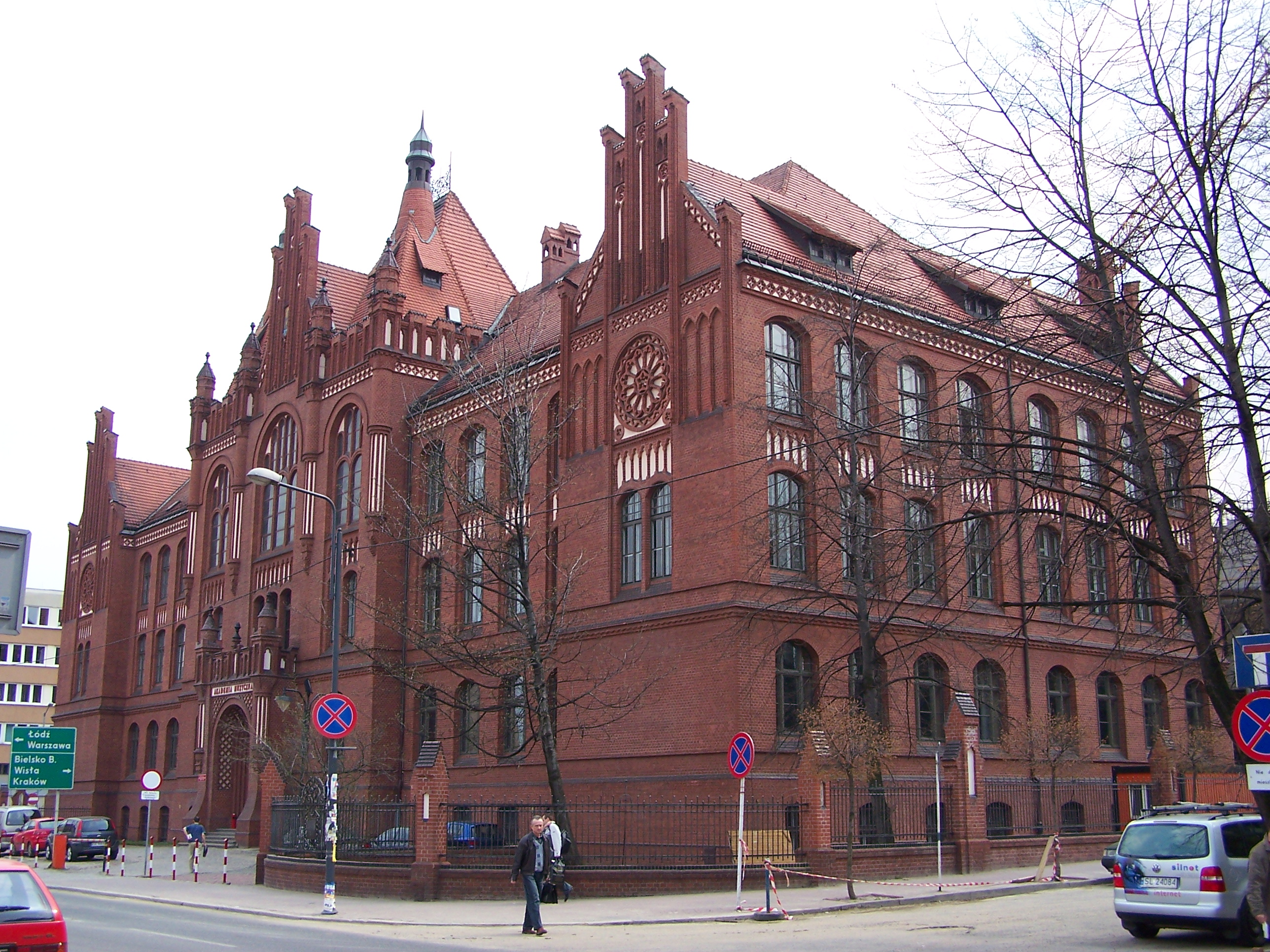
Budynek Akademii Muzycznej w Katowicach, w którym mieściła się Biblioteka Główna w czasach, kiedy Karol Musioł był jej dyrektorem.

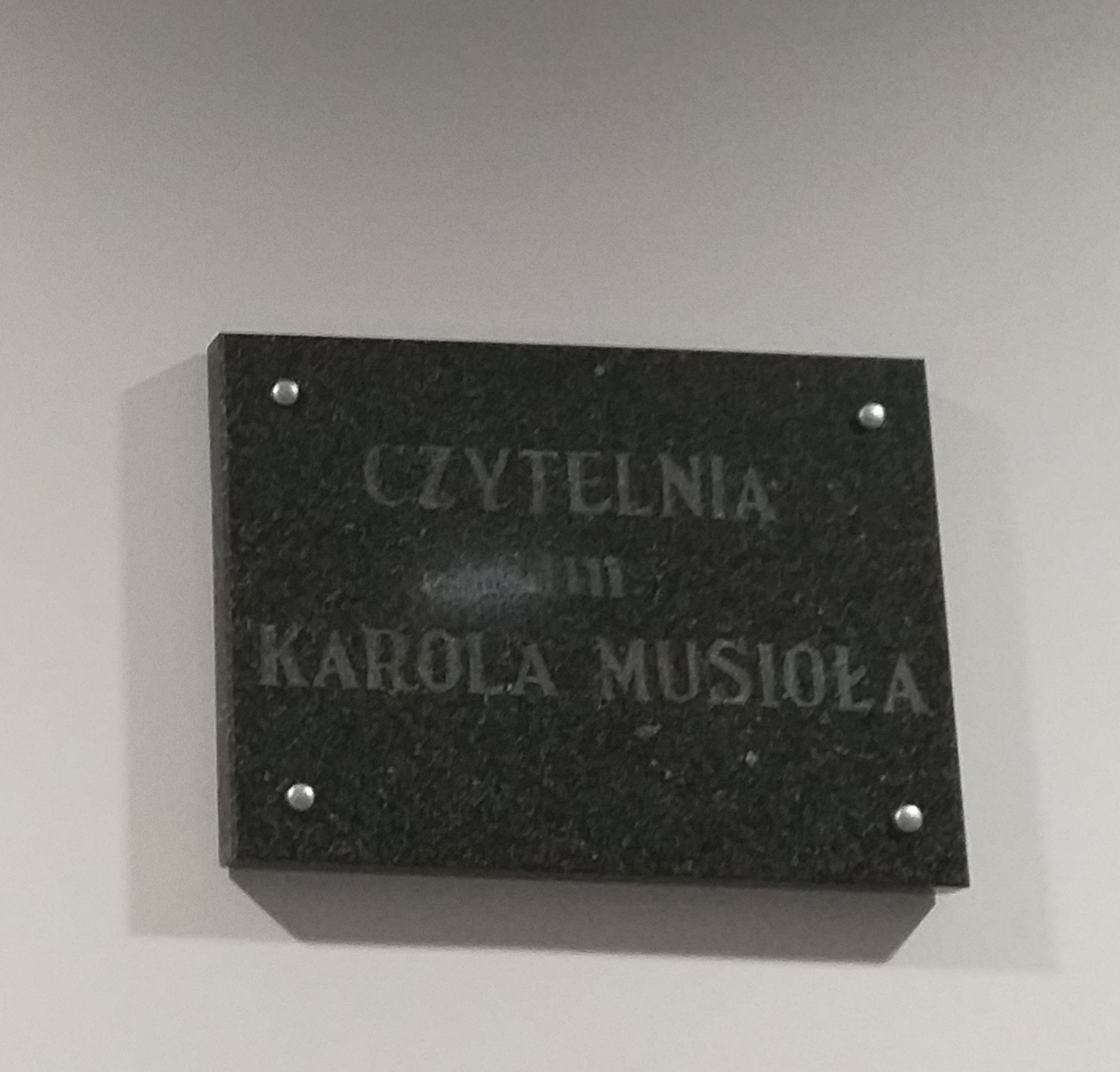
Czytelnia im. Karola Musioła w Akademii Muzycznej

Karol Musioł sprawował funkcję wiceprezesa katowickiego Oddziału Związku Kompozytorów Polskich, był dyrektorem I Międzynarodowego Konkursu Dyrygentów im. Grzegorza Fitelberga i prorektorem Akademii Muzycznej im. Karola Szymanowskiego w Katowicach. Wypromował działalność Biblioteki Głównej Akademii Muzycznej im. Karola Szymanowskiego w Katowicach poza jej podstawową działalność, organizując szereg interesujących akcji upowszechnieniowych: koncertowych, naukowych, wydawniczych. Organizował m.in. sympozja, konferencje naukowe, wystawy, audycje muzyczne i projekcje filmowe. W 1968 roku stworzył przy bibliotece Archiwum Śląskiej Kultury Muzycznej, którego zadaniem jest gromadzenie materiałów dotyczących kultury muzycznej Śląska, a także wspieranie prac badawczych z tego zakresu. W 1970 r. zainicjował cykl koncertowy Silesia cantat, w którym miało miejsce ponad 50 prawykonań utworów współczesnych kompozytorów śląskich, m.in.: Henryka Mikołaja Góreckiego, Jana Wincentego Hawela, Ryszarda Gabrysia, Józefa Świdra, Edwarda Bogusławskiego, Witolda Szalonka, Aleksandra Glinkowskiego, Jana Sztwiertni, oraz dawnych, tj. Józefa Elsnera. Odkrył także nieznaną bibliografom śląską edycję tekstu Małej kantaty wolnomularskiej Wolfganga Amadeusza Mozarta będącą własnością Biblioteki Śląskiej w Katowicach. Podczas prac nad dokumentacją śląskich czasopism muzycznych odnalazł młodzieńczy utwór Franza Schuberta pt. Siedem łatwych wariacji na fortepian, co wywołało sensację w środowisku muzycznym. W 1975 roku z udziałem Musioła powstał film w reżyserii Grzegorza Lasoty pt. Schubert nieznany, w którym młody Krystian Zimerman w salach XIX-wiecznego Pałacu w Pszczynie wykonuje tę kompozycję Franciszka Schuberta.
Ważną dziedzinę w jego życiu naukowym stanowiła dydaktyka. Był lektorem języka niemieckiego. Prowadził wykłady i seminaria z historii literatury niemieckiej, m.in. na Wydziale Germanistyki Uniwersytetu Jagiellońskiego w Krakowie i w Instytucie Germanistyki w Sosnowcu. W 1974 roku prowadził wykłady podczas Międzynarodowego Festiwalu w Bayreuth, poza tym wielokrotnie przyjeżdżał do tego miasta z wykładami dla młodzieży muzycznej. Karol Musioł ogłosił ponad 200 publikacji z zakresu bibliotekarstwa muzycznego, kultury muzycznej Śląska, wzajemnego oddziaływania muzyki oraz literatury polskiej i europejskiej.

## Nagrody
W uznaniu swojej działalności otrzymał wiele nagród i odznaczeń m.in.:
- Medal Tysiąclecia (1966)
- Srebrna Odznaka Zasłużonego w Rozwoju Województwa Katowickiego (1967)
- Indywidualna nagroda II stopnia Ministerstwa Kultury i Sztuki za dorobek naukowy oraz osiągnięcia dydaktyczne
- Odznaka Zasłużonego Działacza Kultury i Nagroda Ministra Kultury i Sztuki za twórczą aktywność w życiu kulturalnym PRL (1974)
- Nagroda Zarządu Głównego Towarzystwa im. Fryderyka Chopina za upowszechnianie twórczości Fryderyka Chopina (1974)
- Złoty Krzyż Zasługi (1975)
- Srebrna Odznaka Zasłużonego Działacza Związku Zawodowego Pracowników Kultury i Sztuki (1975)
- Nagroda im. Heleny Radlińskiej III stopnia (1975)
- Nagroda I stopnia Ministra Kultury i Sztuki za szczególne osiągnięcia w dziedzinie naukowej i organizatorskiej (1976)
- Nagroda Wojewódzka za wybitne osiągnięcia w dziedzinie upowszechniania muzyki i wiedzy o muzyce (1976)
- Złota Odznaka Zasłużonego w Rozwoju Województwa Katowickiego (1977)
- Medal Chopinowski Zarządu Głównego Towarzystwa im. Fryderyka Chopina za zasługi w dziedzinie upowszechniania wiedzy o Chopinie na Śląsku (1978)
- Krzyż Kawalerski Orderu Odrodzenia Polski (1979)
- Honorowa Odznaka Stowarzyszenia Bibliotekarzy Polskich (1979)
- Złota Odznaka Zasłużonego Działacza Związku Zawodowego Pracowników Kultury i Sztuki (1979)
- Dyplom Ministra Kultury i Sztuki za wkład w dzieło organizacji i rozwój bibliotekarstwa polskiego (1980)
- Złoty Medal Wagnerowski za zasługi dla idei Festiwalu Wagnerowskiego, badania naukowe i działalność popularyzatorską związaną z dziełem Ryszarda Wagnera (1981)